# Lake Harvey
Lake Harvey ist ein See bei Mollerin im australischen Bundesstaat Western Australia.
Der See ist 5,5 Kilometer lang, 2,1 Kilometer breit und liegt 309 Meter über dem Meeresspiegel.